# 古羅馬建築

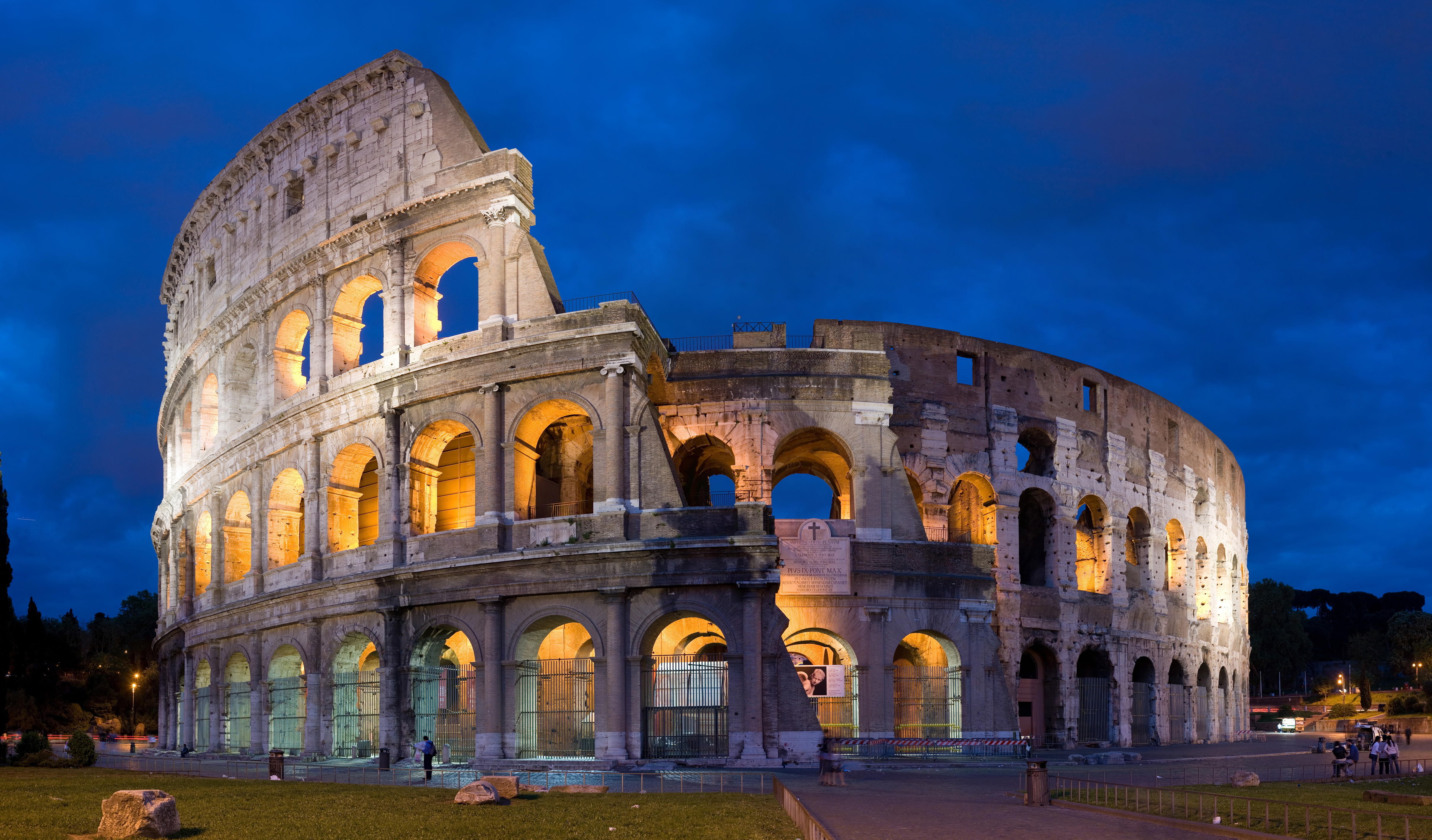
羅馬鬥獸場夜景

古羅馬建築，是指由古羅馬人創造並且擴展到地中海沿岸其所控制疆域的一種新風格的建築藝術，經常簡稱為羅馬建築。它直接繼承了古希臘晚期的建築成就，而且將其向前大大推進，使之在1到3世紀達到奴隸制時代全世界建築的頂峰。在西方學術界傳統上特指古羅馬共和國與帝國時期的建築，中文學術界定義較為寬泛，有時可以包括前期的伊特魯裡亞建築，也可以包括分裂之後的西羅馬帝國建築，但是一般不包含東羅馬帝國建築。

## 時空背景

### 歷史區間
古羅馬建築的發展幾乎與古羅馬歷史同步，所以並無獨立的建築史斷代劃分，而是參照政治史的一般原則，根據統治者細分為幾個時代：古羅馬原為亞平寧半島中部西岸的一個小城邦國家，公元前509年開始實行自由民主導的共和政體，即羅馬共和國時代。公元前3世紀征服義大利全境，到了公元前1世紀末，統治了東起小亞細亞和敘利亞，西到西班牙和英國的廣闊地區。公元前27年，古羅馬步入帝國時代。3世紀，佃奴制逐漸取代奴隸制，義大利本土趨向自然經濟，基督教也開始傳播。286年分裂為東西兩大帝國，西羅馬帝國與5世紀末期滅亡，東羅馬延續到1453年。

### 地理分佈
羅馬建築分佈極廣，極盛期也是古羅馬帝國的最興旺的時代，即羅馬和平時期。期間大型建築工程遍及帝國各地，而最為重要則集中在羅馬城內。其建築規模之宏大，數量之眾多，分佈之廣泛，類型之豐富，形制之完備，藝術形式及手法之多樣，曠古未有。

## 建造技術成就

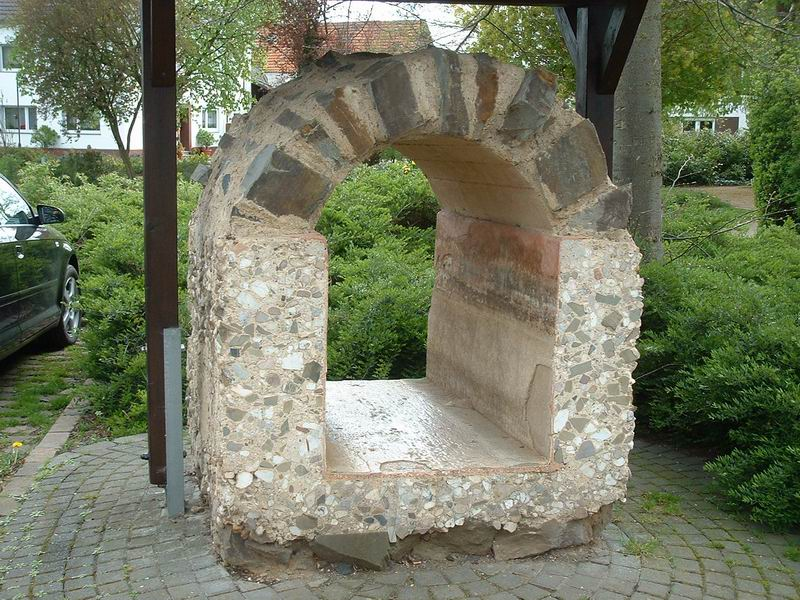
德國波恩，建於80年的埃菲爾輸水渠遺存剖面，其下部支撐結構用混凝土澆鑄，券拱由石塊和砂漿砌築而成。

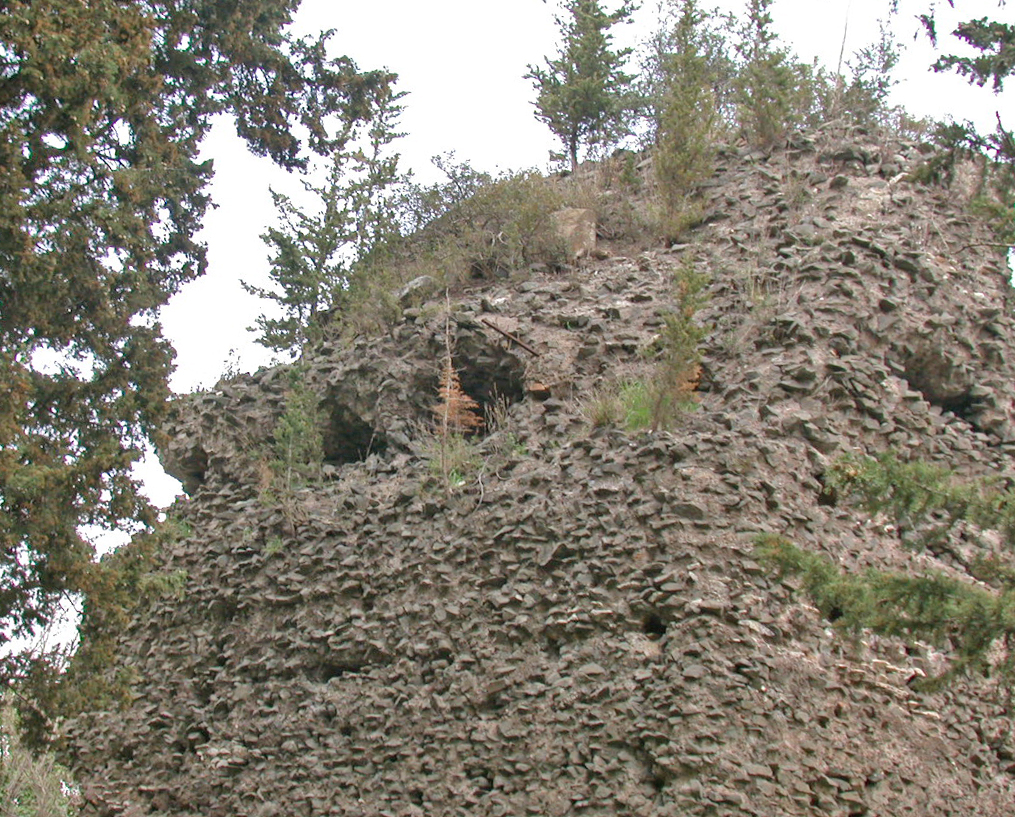
義大利羅馬亚壁古道，陵墓遺跡，失去外飾面的裸露混凝土

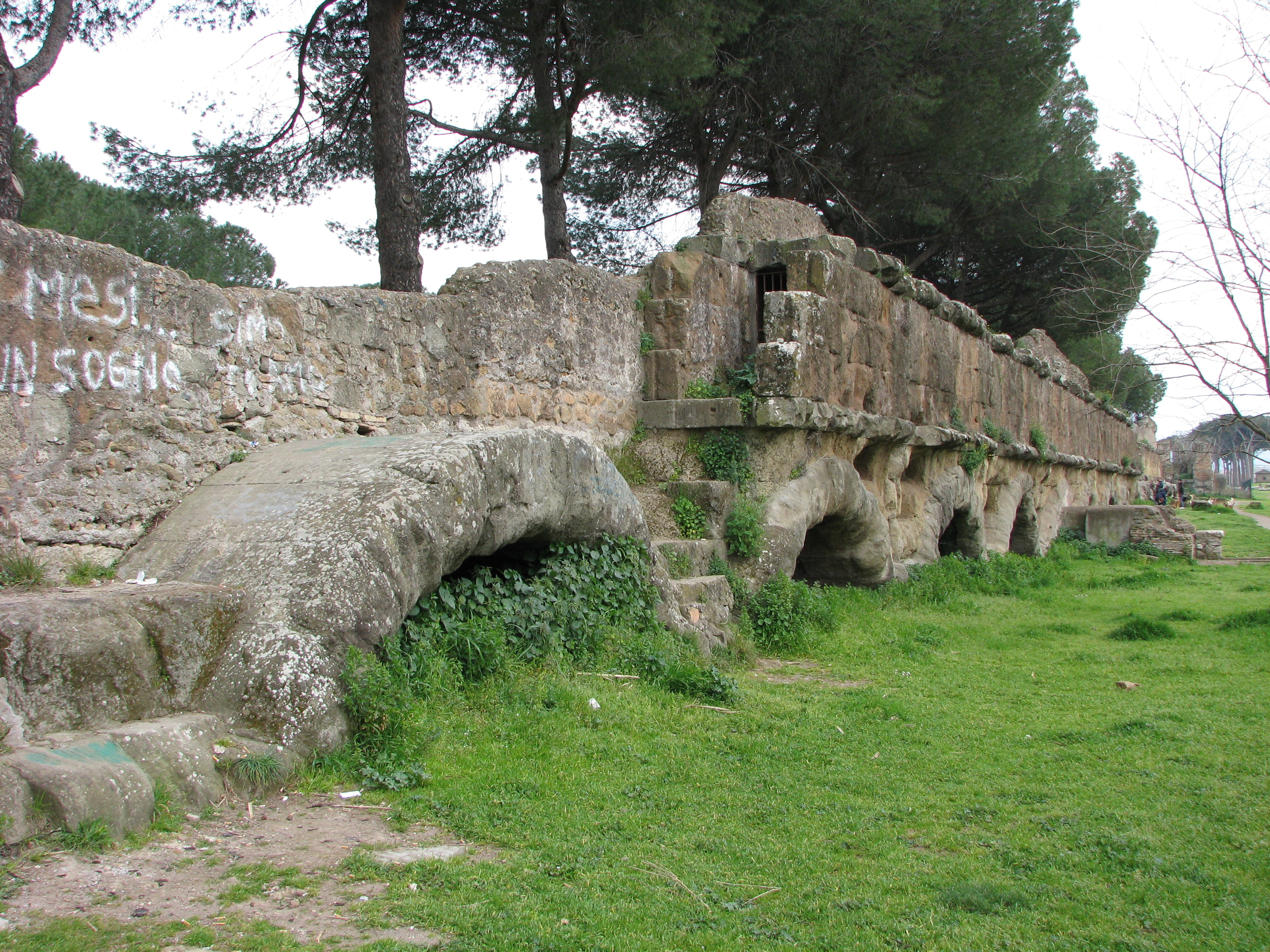
義大利羅馬，馬爾采輸水渠

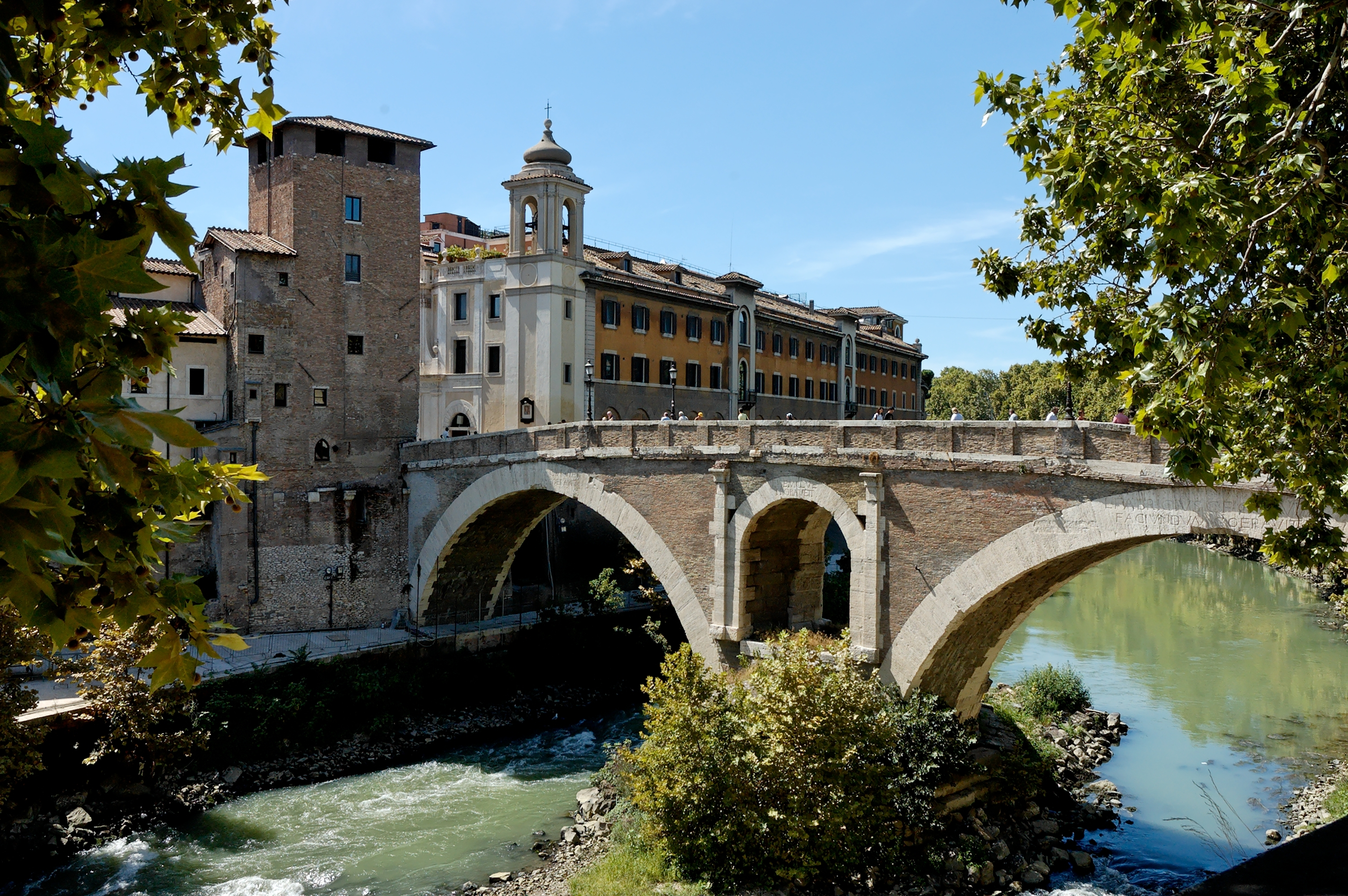
義大利羅馬台伯河，法勃里契橋，混凝土拱橋

### 兩大成就
古羅馬在建造技術上最為關鍵的貢獻就是發明了混凝土和券拱。全新的建材和結構方式不僅改變了建築的外觀、塑造了前所未有的室內空間，甚至影響了居民的生活方式，乃至成為帝國興建殖民城市的技術基礎。可以說，這兩項發明已經超出單純的建築史或建築技術範疇，具有歷史及文化上的重大意義。

#### 自然條件
古羅馬建築肇興的亞平寧半島經常火山爆發且伴生地震。這就要求建築必須格外堅固以抵抗地震，因此傳承自古埃及和古希臘的簡單樑柱體系就顯得結構相對薄弱而不合適了。先驅者伊特魯里亞人就為了安全而犧牲了實用性，將牆壁建造得非常厚實，內部空間狹窄又封閉。而羅馬人則在結構力學和材料學上取得突破，利用券拱創造出寬敞的空間，又利用火山灰製造便於發券的建築材料，從而將地理劣勢化為優勢。

#### 砂漿與混凝土
古希臘建築特別是神廟建築通常採用正交關係組織建築構件，因此單獨的部件必須沉重而且接觸面要打磨得平整，這樣才可以產生足夠的摩擦力來克服不同部件之間的錯位；此外希臘人還利用金屬部件來輔助連結。以上作法對於解決承重問題很有效，但是對於抵禦地震產生的拉力和扭矩無疑是徒勞的。
古羅馬人在完整繼承了古希臘的石作工藝後，使用砂漿來黏合不同石塊。最基本的石灰砂漿由石灰和砂石組成。如果繼續添加活性火山灰，進一步提高附著力，就形成混凝土的雛形。後者逐漸發展為由火山灰、石灰和碎石構成的天然混凝土，又稱「羅馬混凝土」。這種混凝土在公元前2世紀成為脫離石塊、可以獨立使用的建築材料；在前1世紀中葉進一步成為券拱中唯一的結構材料，構成從牆角到拱頂的整體，幾乎完全排除了石塊。
混凝土發展出很多配方，並且工匠可以根據所處建築部位的不同力學要求調整合適的配方。龐貝古城遺址表明，義大利境內的很多民居也使用混凝土建造。

#### 券拱
券拱儘管在外型上類似伊特魯裡亞使用的疊澀拱，實際上卻標誌古羅馬人在建築力學領域的突破：可以將拉應力轉化為壓應力，有效地分解了建材自重負荷帶來的拉應力。
從公元前4世紀在羅馬城的下水道應用了真正的發券開始，券拱施用範圍不斷擴大，近乎囊括了全部的大型建築，在陵墓、橋梁、城門、輸水渠等工程大量使用，並且在公元前2世紀淘汰疊澀拱。依靠不斷重複發券，古羅馬建築達到前所未有的宏偉規模。同時發券工藝本身也在不斷提高，以單拱跨度為例：建於前144年至前140年的馬爾采輸水渠有10千米架設在發券上，單拱跨度5.55米，最大跨度15米；而建於前62年的法勃里契橋單拱跨度已經達到24.5米。券拱技術是古羅馬建築的最大的特色和成就，是其對歐洲建築最傑出的貢獻，影響之深遠可謂無與倫比。

### 其他成就

#### 拱頂與穹頂
如果利用券拱技術來形成一個曲面，就可以得到拱頂。羅馬建築依靠對於拱頂的組合和變化，達成技術飛躍。同時還發明了穹頂的建造技法，相對影響較小。無論拱頂還是穹頂，假如單純用石材砌築，對於石作和施工的精度要求都很高，這也進一步擴展了使用便於塑性的混凝土的必要性。
- 筒形拱頂（英语：Barrel vault）

不增加券拱的跨度，而是簡單地加寬，就可以得到半個圓柱體的弧面：這個弧面稱作「筒形頂」，這種拱稱作「筒形拱」。筒形頂是最簡單的拱頂，它們被用於一切無須特殊空間要求的建築，例如輸水道的內部就是一個筒形頂。由於祇需要加寬就可以延伸筒形拱，這就大大降低了施工的難度，祇使用奴隸就可以完成。即使需要增加跨度，以取得寬闊的空間，也無須建造跨度更大的筒形拱，而是可以將一排小跨度的筒形拱並列，這樣每個筒形拱的建造難度都不大。
- 穹頂

由於使用了混凝土，大大降低了石作的精度要求，使得建造穹頂成為可能。穹頂與拱頂的最大區別在於：穹頂屬於球面，應力是均勻分散的；而拱頂屬於圓柱體弧面，應力是集中的。穹頂的整體性無疑優於筒形頂，而且它形成的集中式的內部空間也是前所未見的。但是穹頂的缺點也是顯而易見的：由於穹頂源自球面，它的平面投影必然是圓形，這樣除非修建一座獨立的建築，否則它就無法與週邊的矩形建築無縫隙連結。
- 十字拱

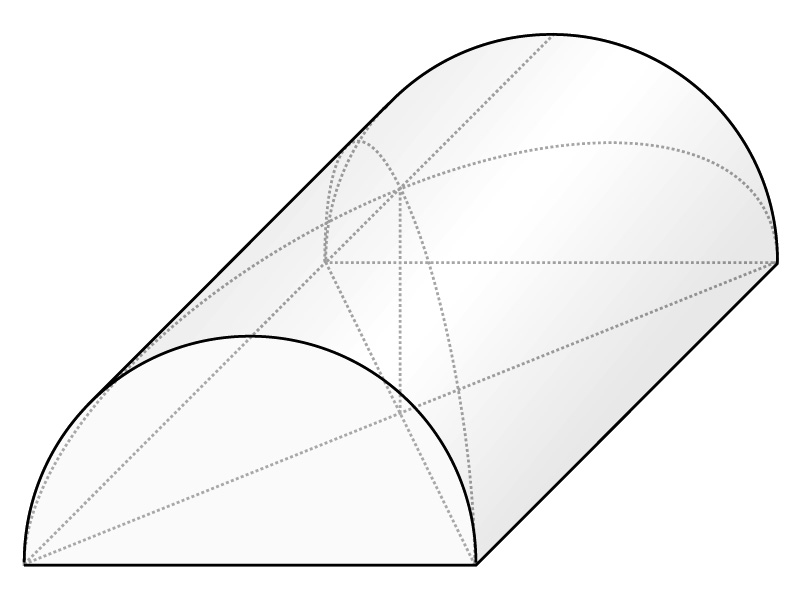
筒形拱
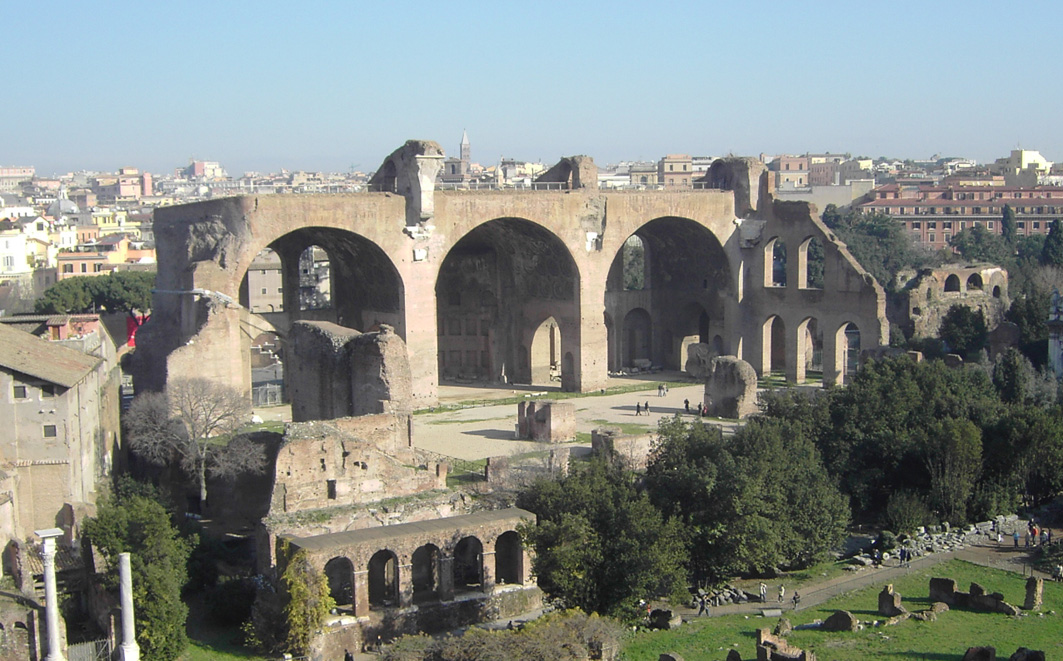
筒形拱實例，马克森提乌斯和君士坦丁巴西利卡
穹頂
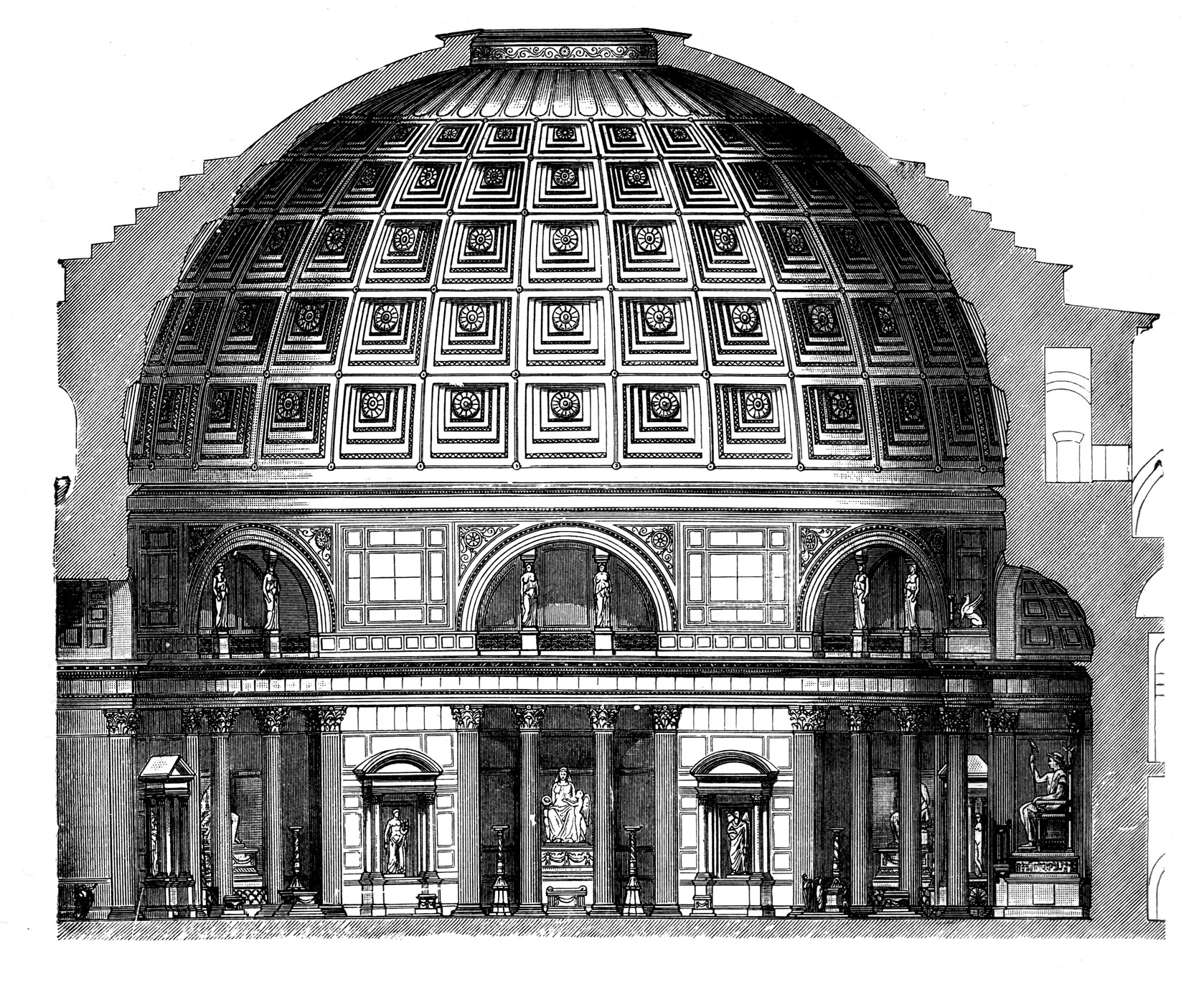
穹頂實例，萬神殿
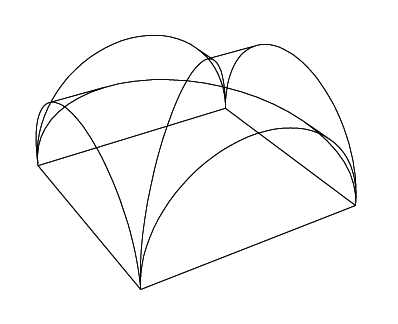
十字拱
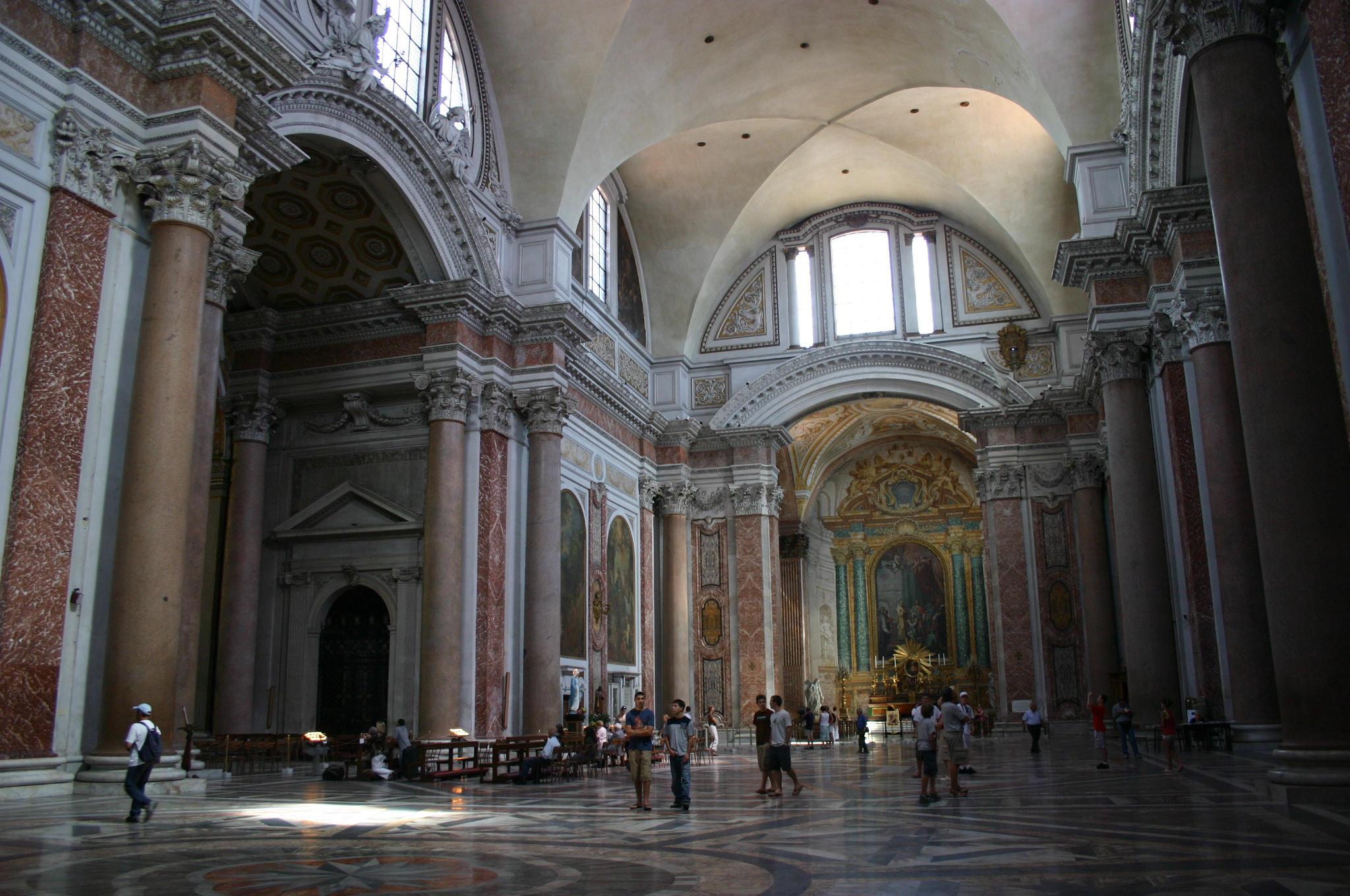
十字拱實例:天使與殉教者聖母大殿。

#### 牆壁及外飾面工藝
現存的古羅馬建築物，特別是公共建築，近乎全部是用混凝土修築而成。然而由於採用了不同的外飾面工藝，呈現出不同面貌，常常被誤以為採用了不同的結構材料。
為了澆鑄混凝土牆體，最初是在內外各自先砌一道石牆，再將混凝土澆鑄在當中。後來為了節省石材，改用模板，在模板內表面先砌築大小不等的棱錐形石塊，將底面朝外、尖端朝內，形成外部光滑、內部犬牙交錯的外框，最後在其中澆鑄混凝土。這種作法叫做「亂石砌體」，首創於公元前2世紀初期，一直延續到前1世紀中葉，隨後被各種各樣其他砌體所取代。但是亂石砌體的牢固程度是後來者難以比擬的。

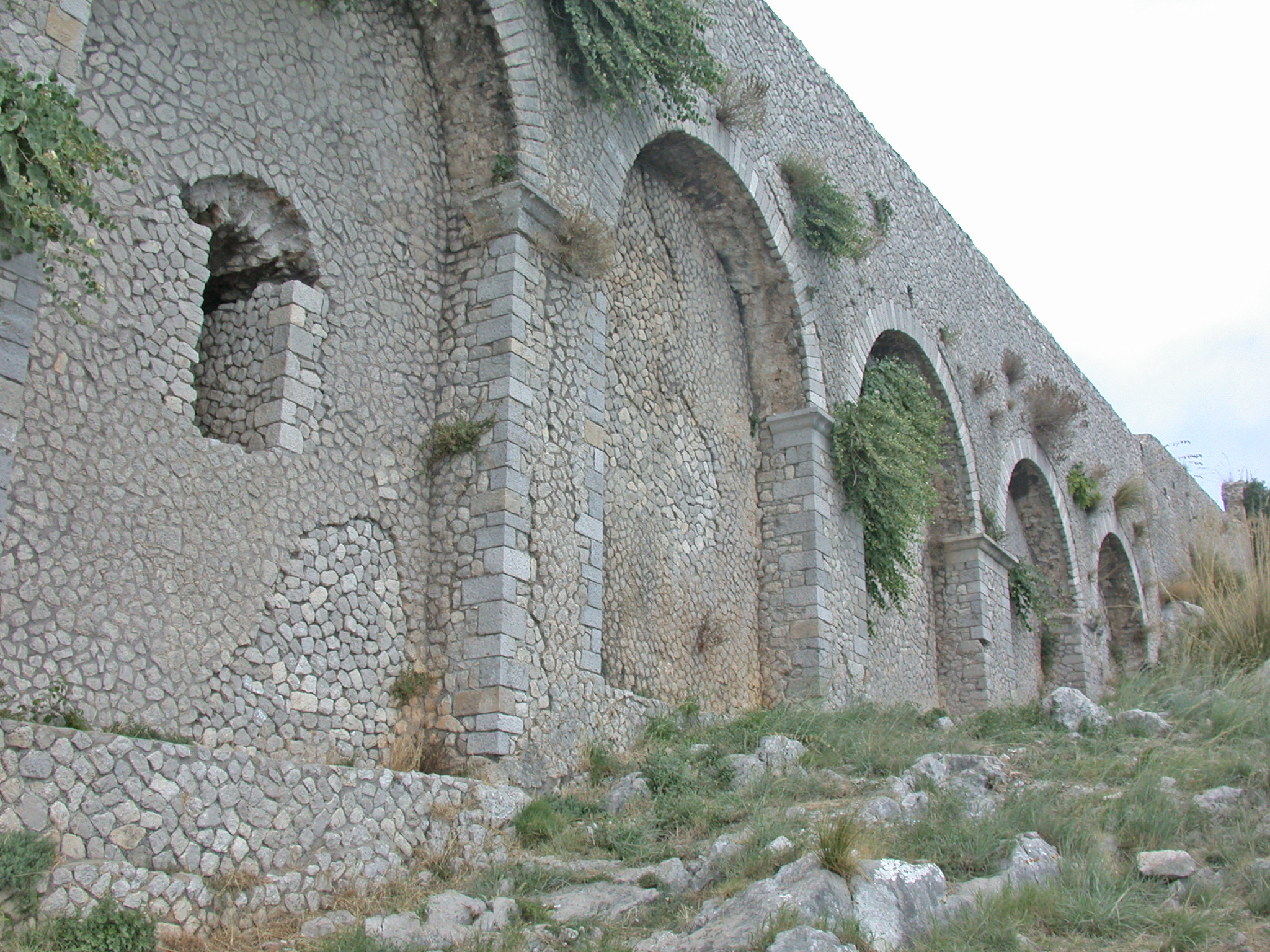
亂石砌體
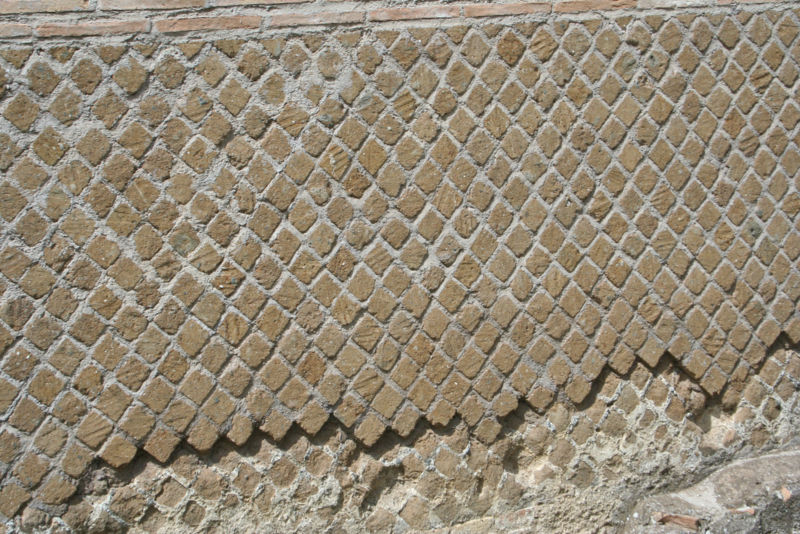
網格砌體
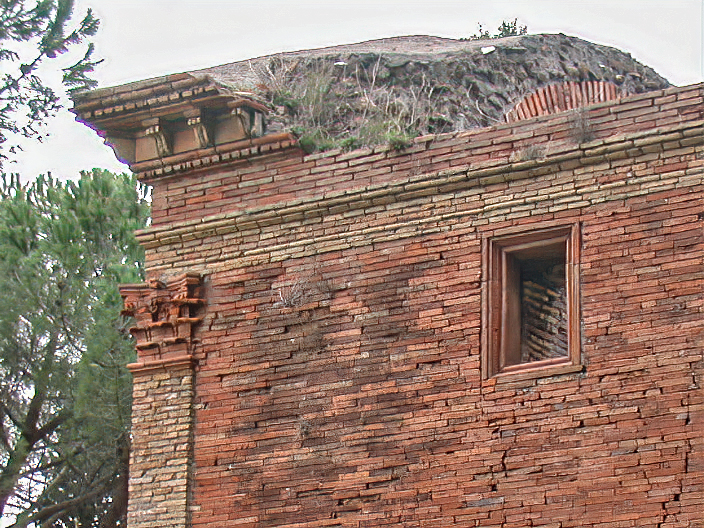
磚砌體
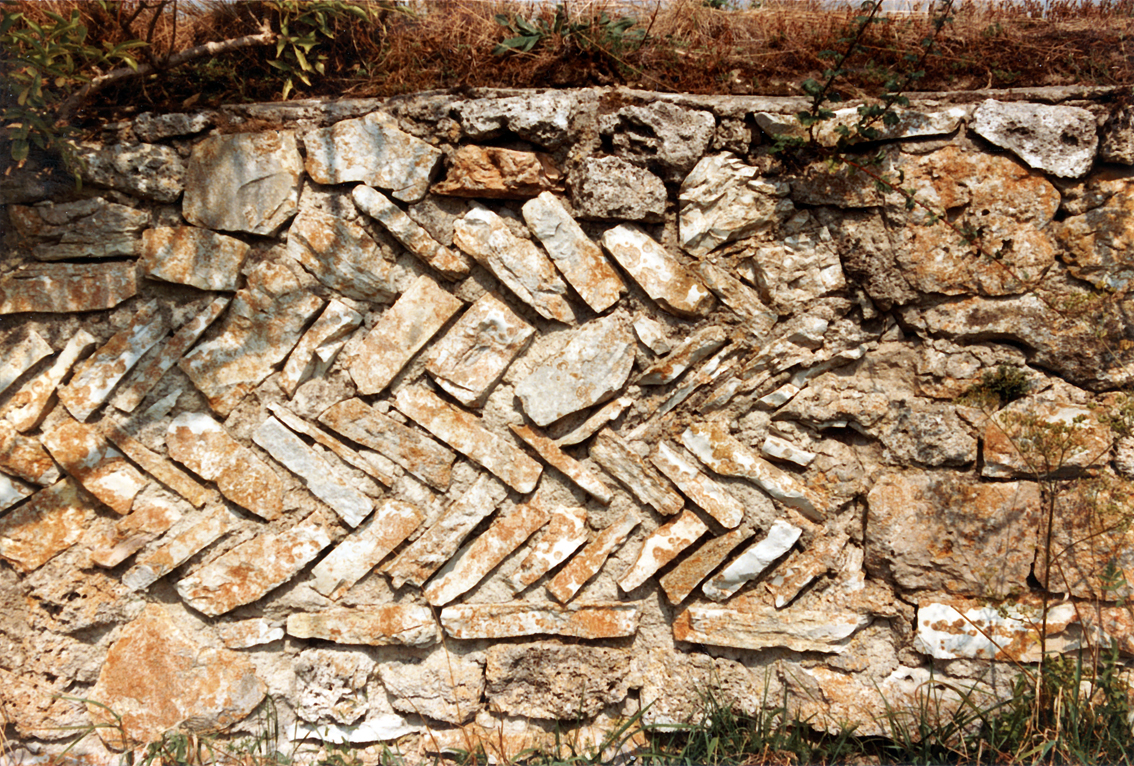
花磚砌體
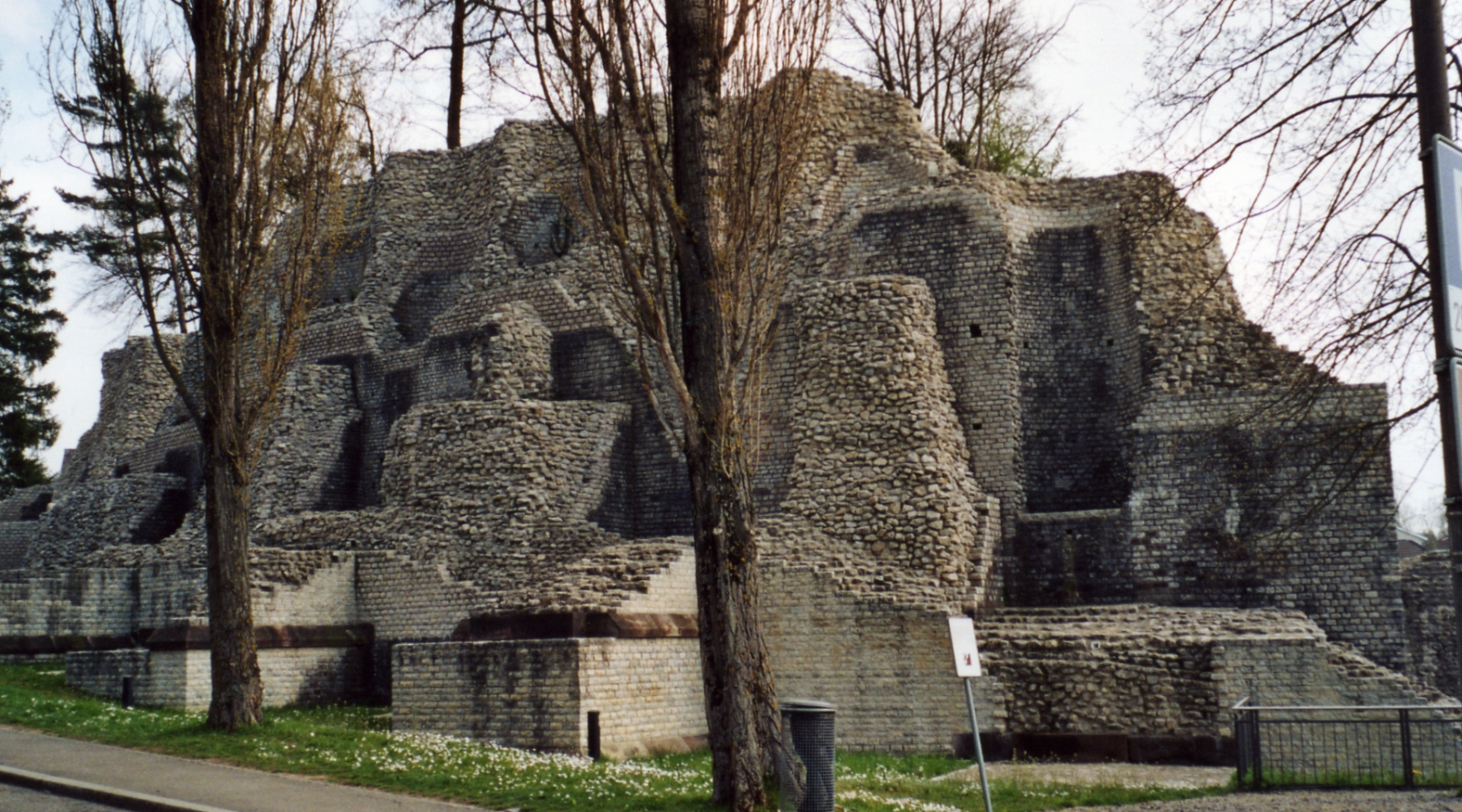
凝灰岩砌體
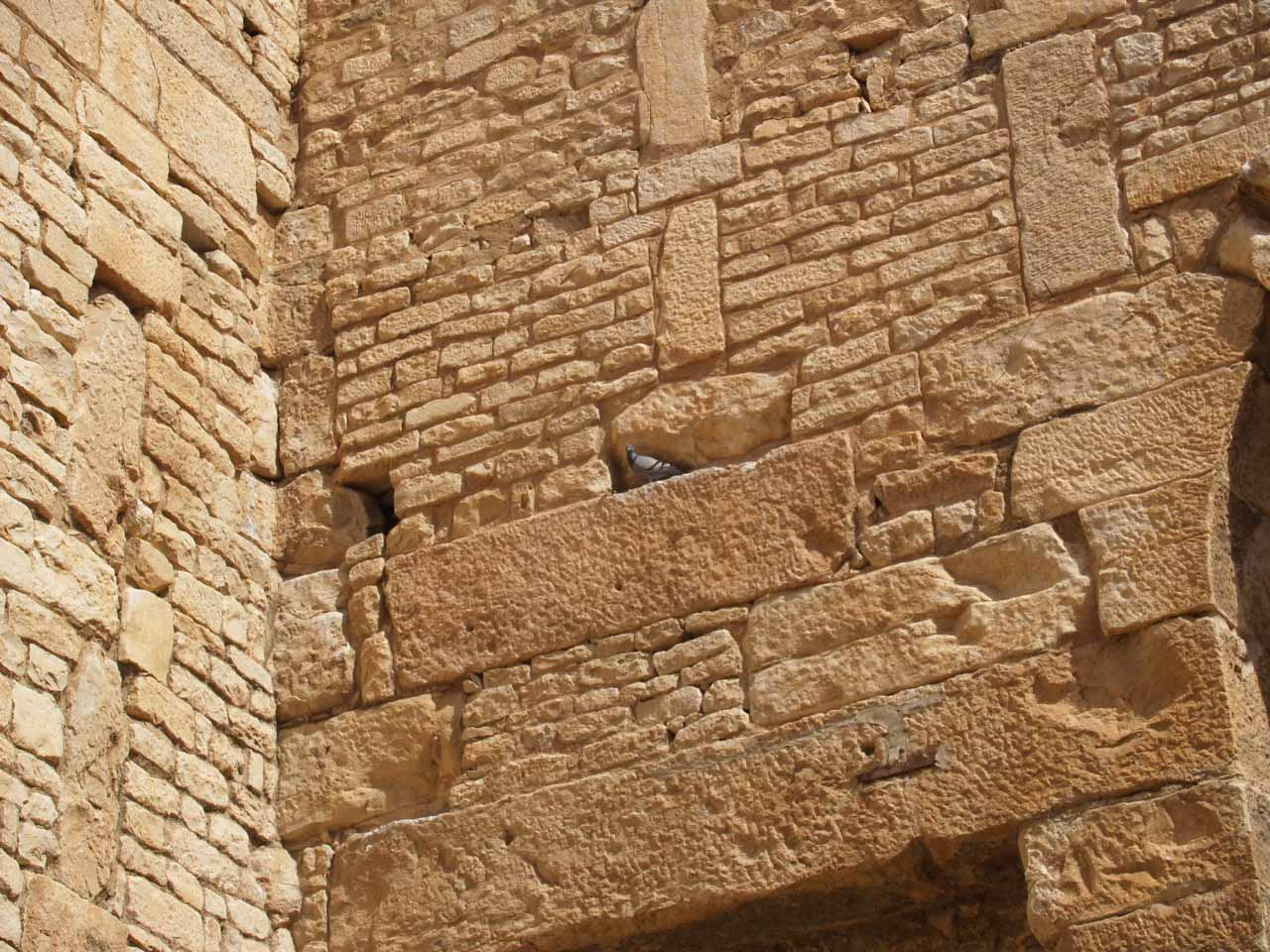
非洲砌體

#### 玻璃窗
玻璃乃至透明玻璃都不是古羅馬人發明的，但是他們卻是最早能夠生產平板玻璃的民族，這就為建造真正的窗戶提供了物質基礎。原始的窗洞演變為可以透光又可以遮擋風雨的、現代意義上的窗戶。最晚在1世紀，宮殿、官邸和大型公共建築已經使用了面積相當大的平板玻璃，其厚度祇有幾個mm，在人類建築史上室內第一次變得明亮起來。

## 建築風格

### 柱式的總結與規範
古希臘已經形成了建造樑柱的嚴密規則，但是還沒有形成後世意義上的柱式。具體的線腳細節要根據建築的實際情況由工匠在實地直接調整。這種操作更為接近手工勞作，工匠遵循的是設計原則而不是操作法則，決定成品外型的是肉眼的感受而不是規矩尺度。
羅馬人完整繼承了古希臘的柱式，在多立克、愛奧尼和柯林斯之外，添加了當地原有的原始簡單柱式－－托斯干，並且發明了一種將愛奧尼和柯林斯融為一體的「複合柱式」。在實際建造過程中，無論是雄壯的多立克還是本土的托斯干都不符合羅馬人對華麗和細密的追求，逐漸被淘汰，而複合柱式則發展得異常繁榮。各種類型的柱子此時被完全規範到柱式體系，每個線腳均有著尺規作圖標準；甚至在不同尺度柱式之間細部的比例調整也被模數化、規範化。石匠的石作可以完全脫離實際工程，原本的建造可以被分離為「設計」和「操作」兩大過程。

### 引用
1. ↑  陳志華，第50頁.
2. 1 2 3 4 5 6 7 8  陳志華. . . 高等學校教學參考書 2. 北京: 中國建築工業出版社. 1997年6月: 50-74 [1979]. ISBN 9787112061716 （中文（中国大陆））.
3. ↑  Lübke，第132頁.
4. ↑  李賢輝. . 西方藝術風格內容大綱. 國立台灣大學.   [2013-07-04]. （原始内容存档于2020-11-02） （中文）.
5. ↑  李賢輝. . 西方藝術風格內容大綱. 國立台灣大學.   [2013-07-05]. （原始内容存档于2020-11-02） （中文）.
6. ↑  Pruitt, Sarah. . History in the Headlines. 2013-06-21  [2013-07-04]. （原始内容存档于2022-01-16） （英语）.
7. ↑  Platner, Samuel Ball; Thomas Ashby. .  1. 倫敦: 牛津大學出版. 1929: 24–27 [1929] （英语）.
8. ↑  Taylor, Rabun.  (PDF). The Waters of Rome. 維珍尼亞大學. 2002年6月  [2013-07-05]. （原始内容存档 (PDF)于2021-01-25） （英语）.
9. ↑  Vitruvius, Marcus; Franz Reber. . . 威斯巴登: marixverlag. 2009: 98. ISBN 978-3-86539-212-1. （原始内容存档于2020-08-24） （拉丁语）. Structurarum genera sunt haec: reticulatum quo nunc omnes utuntur, et antiquum quod incertum dicitur. Ex his venustius est reticulatum, sed ad rimas faciendas ideo paratum, quod in omnes partes dissoluta habet cubilia et coagmenta. Incerta vero caementa alia super alia sedentia inter seque inbricata non speciosam sed firmiorem quam reticulata praestant structuram.

### 书籍
- Lübke, Wilhelm.  [古羅馬建築藝術].  [建築史] 第二版影印. Nabu Press. 2010-01-11: 132–168 [1858]. ISBN 9781142239039 （德语）.
- 陳志華. . . 高等學校教學參考書 2. 北京: 中國建築工業出版社. 1997年6月: 50-74 [1979]. ISBN 9787112061716 （中文（中国大陆））.